# Boreoeutheria
Los boreoeuterios (Boreoeutheria) son un magnorden de mamíferos placentarios que se compone de los superórdenes hermanos Laurasiatheria y Euarchontoglires. Actualmente bien corroborado por el análisis comparativo de la secuencia de ADN.

## Cladograma
|  | Xenarthra  |
|  |            |
|  | Afrotheria |
|  |            |

|  | Laurasiatheria   |
|  |                  |
|  | Euarchontoglires |
|  |                  |

|  | Xenarthra  |
|  |            |
|  | Afrotheria |
|  |            |

|  | Laurasiatheria   |
|  |                  |
|  | Euarchontoglires |
|  |                  |

## Clasificación
Clase Mammalia
- Magnorden Boreoeutheria
  - Superoden: Euarchontoglires
    - Granorden Euarchonta
      - Orden Scandentia
      - Clado Primatomorpha
        - Orden Dermoptera
        - Orden Primates
        - Orden Plesiadapiformes†

    - Granorden Glires
      - Orden Lagomorpha
      - Orden Rodentia
      - Orden Arctostylopida†
      - Orden Anagaloidea†

  - Superorden: Laurasiatheria
    - Orden Eulipotyphla
    - Clado Scrotifera
      - Orden Chiroptera
      - Granorden Fereuungulata
        - Clado Ferae
          - Orden Carnivora
          - Orden Pholidota
          - Orden Cimolesta†
          - Orden Creodonta†

        - Mirorden Euungulata
          - Orden Cetartiodactyla
          - Orden Perissodactyla
          - Orden Dinocerata†
          - Orden Mesonychia†
          - Clado Meridiungulata†
            - Orden Xenungulata†
            - Orden Astrapotheria†
            - Orden Notoungulata†
            - Orden Litopterna†
            - Orden Pyrotheria†

  - Incertae sedis
    - Veratalpa†